# 奥托·雷德利希
奥托·雷德利希（德語：Otto Redlich；1896年11月4日—1978年8月14日）是一名奧地利猶太裔物理化學家與化學工程師，以其建立之雷德利希-鄺氏方程而聞名。除此之外，對科學領域尚有許多貢獻。1932年獲頒奧地利科學院海汀爾獎。

## 生平
1896年出生於奧地利維也納，並在維也納的德布靈區就學。1915年完成學業後，他加入奧匈帝國軍隊，並在一戰的義大利前線擔任砲兵官員。1918年8月，受傷並成為戰俘，隔年戰爭結束後返回維也納。1922年，以硝酸、亞硝酸和一氧化氮平衡之研究取得化學博士學位。雷德利希短暫進入產業工作一年，隨後加入維也納大學的埃米爾·阿貝爾團隊。1929年以講師身份開始任教，1937年成為教授。這段期間，他建立了特勒－雷德利希同位素產品規則。1938年德奧合併後，奧地利成為納粹德國的一部分，隨著《紐倫堡法案》的禁令，包含學者在內，公家部門的猶太職員紛紛遭到解雇。雷德利希和諸多科學家一樣，都想逃離納粹德國統治下的奧地利。
1938年12月，在國外學者緊急援助委員會的幫助下，雷德利希得以成功移民美國。雷德利希輾轉在許多學校任教，並從中結識了吉爾伯特·路易斯與萊納斯·鮑林等人。哈羅德·尤里幫忙他在華盛頓州立大學安插了一個教職。1945年，他離開華盛頓州立大學，並轉往產業界殼牌發展有限公司工作。1949年，他發表了改進理想氣體狀態方程的論文，也就是今日為人熟知的雷德利希-鄺氏方程。
1962年，雷德利希從殼牌公司退休，並在加州大學柏克萊分校取得教職。1978年，於加利福尼亞州離世。